# محله کریم‌آباد (سقز)
کریم‌آباد (به کوردی که‌ریماوا)، نام یکی از محله‌های شهر سقز است.